# Marathon van Berlijn 1987
De marathon van Berlijn 1987 werd gelopen op zondag 4 oktober 1987. Het was de veertiende editie van deze marathon.
De Tanzaniaan Suleiman Nyambui finishte bij de mannen als eerste in 2:11.11. De Duitse Kerstin Pressler zegevierde bij de vrouwen in 2:31.22.
In totaal finishten er 12.674 marathonlopers waarvan 11.651 mannen en 1023 vrouwen.

## Uitslagen
Mannen
| rang   | naam                | land | tijd    |
| ------ | ------------------- | ---- | ------- |
| Goud   | Suleiman Nyambui    | TAN  | 2:11.11 |
| Zilver | Rafael Marques      | POR  | 2:13.23 |
| Brons  | Japhet Mashishanga  | TAN  | 2:13.27 |
| 4      | John Vermeule       | NED  | 2:13.35 |
| 5      | Peter Lyrenmann     | SUI  | 2:13.40 |
| 6      | Jean Weijts         | BEL  | 2:13.41 |
| 7      | Mohammed Rutiginga  | TAN  | 2:14.04 |
| 8      | Richard Vollenbroek | NED  | 2:14.08 |
| 9      | Martin Grüning      | GER  | 2:14.16 |
| 10     | Kjeld Johnsen       | DEN  | 2:14.32 |
| 11     | Peter Dall          | DEN  | 2:14.36 |
| 12     | Mustapha Leghnider  | MAR  | 2:14.45 |
| 13     | Tadeusz Lawicki     | POL  | 2:14.58 |
| 14     | Andrzej Kaniak      | POL  | 2:15.10 |
| 15     | Delfim Moreira      | POR  | 2:15.20 |
| 16     | Martin J. Mccarthy  | ENG  | 2:15.33 |
| 17     | Jozef Mitka         | POL  | 2:15.43 |
| 18     | Ian Patten          | ENG  | 2:15.48 |
| 19     | Sören Hellmark      | SWE  | 2:15.50 |
| 20     | Eddy Hellebuyck     | BEL  | 2:16.07 |
| 21     | Konrad Dobler       | GER  | 2:16.16 |
| 22     | Zenon Poniatowski   | POL  | 2:16.22 |
| 23     | Miroslaw Bugaj      | POL  | 2:16.35 |
| 24     | Martin Hafström     | SWE  | 2:17.23 |
| 25     | Atle Joakimsen      | NOR  | 2:17.28 |

Vrouwen
| rang   | naam                  | land | tijd    |
| ------ | --------------------- | ---- | ------- |
| Goud   | Kerstin Pressler      | GER  | 2:31.22 |
| Zilver | Wanda Panfil          | POL  | 2:32.01 |
| Brons  | Sissel Grottenberg    | NOR  | 2:32.57 |
| 4      | Cassandra Mihailovic  | FRA  | 2:34.09 |
| 5      | Magda Ilands          | BEL  | 2:34.23 |
| 6      | Heather MacDuff       | SCO  | 2:36.22 |
| 7      | Gabriela Górzyńska    | POL  | 2:38.17 |
| 8      | Malgorzata Birbach    | POL  | 2:38.52 |
| 9      | Rosmarie Müller       | SUI  | 2:39.04 |
| 10     | Krystyna Chyliñska    | POL  | 2:39.22 |
| 11     | Ailish Smyth          | IRL  | 2:39.36 |
| 12     | Anna Iskra            | POL  | 2:39.38 |
| 13     | Tove Lorentzen        | DEN  | 2:40.32 |
| 14     | Agnes Sipka           | HUN  | 2:40.33 |
| 15     | Irina Hulanicka       | URS  | 2:41.52 |
| 16     | Vibeke Nielsen        | DEN  | 2:44.56 |
| 17     | Maria Kawiorska       | POL  | 2:45.55 |
| 18     | Ilona Zsilak          | HUN  | 2:46.50 |
| 19     | Irena Czuta           | POL  | 2:47.00 |
| 20     | Christiane Berethalmy | AUT  | 2:47.35 |
| 21     | Czeslawa Mentlewicz   | POL  | 2:48.53 |
| 22     | Ewa Wrzosek           | POL  | 2:50.57 |
| 23     | Marie Larsson         | SWE  | 2:51.18 |
| 24     | Silvia Wilhelm        | GER  | 2:51.58 |

1974 ·
1975 ·
1976 ·
1977 ·
1978 ·
1979 ·
1980 ·
1981 ·
1982 ·
1983 ·
1984 ·
1985 ·
1986 ·
1987 ·
1988 ·
1989 ·
1990 ·
1991 ·
1992 ·
1993 ·
1994 ·
1995 ·
1996 ·
1997 ·
1998 ·
1999 ·
2000 ·
2001 ·
2002 ·
2003 ·
2004 ·
2005 ·
2006 ·
2007 ·
2008 ·
2009 ·
2010 ·
2011 ·
2012 ·
2013 ·
2014 ·
2015 ·
2016 ·
2017 ·
2018